# 魯恭 (後燕)
魯 恭（ろ きょう、生没年不詳）は、五胡十六国時代の後燕の人物。

## 生涯
後燕に仕え、高陽王慕容隆の司馬に任じられていた。
397年3月、慕容隆が皇帝慕容宝に従い、北へ向かうこととなった。慕容隆は自分に付き従うか、中山に留まるか配下に問うた。魯恭と参軍成岌が付き従うことを願い、他の者らは中山に留まりたいと答えた。慕容隆はこれを受け入れた。
398年7月、昌黎王蘭汗を討った長楽王慕容盛は文武諸官の編成を行い、魯恭は尚書に任じられた。
これ以後の事績は、史書に記されていない。